# Evelyn Nicol
Evelyn Marie Carmon Nicol, ameriška imunologinja in mikrobiologinja, * 2. junij 1930, Little Rock, Kentucky, ZDA, † 27. maj 2020, Weston, Connecticut, ZDA.
Evelyn Nicol je bila prva znanstvenica, ki je izolirala virus herpesa zostra (VZV) in je ena od redkih Afroameričank, ki je prejela patent iz molekularne biologije za novo metodo urokinaze (1976).

## Življenje

### Mladost in izobraževanje
Nicol se je rodila v Little Rocku v Kentuckyju. Njena starša sta bila Daniel Eugene Carmon, šolski učitelj, in Margarite Wilson Carmon, gospodinja. Bila je 8. od 11 otrok. V intervjuju za spletišče Lifeology je pojasnila, da kljub temu, da je bila njena družina siromašno, »smo se včasih zelo zabavali. Bolje od tega ne bi mogel odraščati.« Njihova lokalna šola je imela premalo sredstev in ko je hodila v osmi razred, se je Nicolin oče zadolžil, da bi otrokom omogočil dodatne lekcije na domu.
Med srednješolskimi leti je Nicol, da bi zaslužila denar, delala kot gospodinja. Ko je končala srednjo šolo, so ji ponudili štipendijo na Univerzi Tuskegee za študij gospodinjske ekonomije. Leta 1949 se je preselila v Alabamo, da bi obiskovala univerzo, vendar se je namesto gospodinjske ekonomije odločila za študij matematike in kemije. Študij si je financirala z dvema službama. Leta 1953 je diplomirala iz kemije in matematike kot najboljša v letniku ter si prislužila odličji Beta Kappa Chi in Alpha Kappa Mu.

### Raziskovanje in kariera
Od leta 1953 do 1955 je Nicol delala kot asistentka pri projektu Salk Polio Carver Research Foundation. Pod nadzorom Russlla Wilfrida Browna (1905–1985) je delala na razvoju prvega cepiva proti otroški paralizi z uporabo celičnih kultur HeLa. Nato se je pridružila Mestni bolnišnici v Clevelandu, kjer je sodelovala s Frederickom Chapmanom Robbinsom in Johnom Franklinom Endersom. Tam je bila prva oseba, ki je uspešno izolirala virus herpesa zostra, ki povzroča pasavca, z uporabo amnijskih celic v tkivni kulturi. V intervjuju za Lifeology je Nicol dejala: »Stvari se mi preprosto zazdijo. Ne vem zakaj. Zdi se mi samo zdrava pamet.«
Po teh uspehih v zgodnji karieri je Nicol zaposlila Rand Development Corporation, kjer je delala na izolaciji povzročitelja levkemije. V tem času je delala tudi za Medicinski center Univerze Kansasa in Bolnišnico Michael Reese.
Nicol se je nato leta 1962 pridružila Abbottovim laboratorijem kot raziskovalna asistentka. Tam se je soočila z diskriminacijo svojih belih kolegov, ki so si pripisovali zasluge za rezultate in sabotirali njeno delo. 6. januarja 1976 je Nicol patentirala novo tehniko za povečanje proizvodnega izkoristka urokinaze (ameriški patent št. 3.930.944), encima, ki se uporablja za raztapljanje krvnih strdkov. Bila je ena redkih Afroameričank, ki je v tistem času prejela patent za molekularno biologijo. Med svojimi mnogimi dosežki med delom pri Abbottu je uspešno razvila test za toksoplazmozo pri nosečnicah in analizo interferona.
Leta 1985 je Nicol zaposlilo podjetje Baxter Pharmaceuticals. Znotraj njihove skupine za raziskave in razvoj hepatitisa, znane kot Pandex, je vodila oddelek za retrovirologijo, ki je izdeloval komplete za testiranje krvno prenosljivih bolezni, kot sta HIV in človeški T-celični limfotropni virus. Dve slepi študiji, ki ju je financiral Abbott Pharmaceuticals, sta ugotovili, da so testni kompleti, izdelani pod vodstvom Nicol, najboljši razpoložljivi. Medtem ko je bila v Baxter pharmaceuticals, je izkoristila svoje izkušnje za boj proti diskriminaciji na delovnem mestu in zagovarjala pravičnejše prakse zaposlovanja. Zaposlila je na primer Lindo Smith, katere življenjepis so sprva zavrnili, verjetno zato, ker je študirala na zgodovinski temnopolti univerzi.
Medtem ko je delala tam, je Pandex kupil Nicolin nekdanji delodajalec Abbott Laboratories. Nicol se je upokojila leta 1990 in ni hotela delati za podjetje, ki je bilo tako odkrito diskriminatorno.

## Družina
Nicol je imela tri otroke. Po upokojitvi je živela v Waukeganu v Illinoisu in kasneje v Westonu v Connecticutu. Upokojitev ji je omogočila, da se je začela ukvarjati s svojimi mnogimi hobiji, med njimi slikanjem z oljnimi barvami, bridžem in tenisom. V starosti 89 let so jo zaradi možganske kapi hospitalizirali in ji diagnosticirali covid-19. Umrla je zaradi zapletov virusne okužbe maja 2020.